# عبدالحلیم حسان
عبدالحلیم حسان (انگلیسی: Abdel Halim Hassan؛ زادهٔ) بازیکن فوتبال اهل مصر است.
وی همچنین در تیم ملی فوتبال مصر بازی کرده‌است.